# Zenillia dolosa
Zenillia dolosa är en tvåvingeart som först beskrevs av Johann Wilhelm Meigen 1824.  Zenillia dolosa ingår i släktet Zenillia och familjen parasitflugor. Inga underarter finns listade i Catalogue of Life.